# Athens Open 1992
L'Athens Open 1992 è stato un torneo di tennis giocato sulla terra rossa. È stata la 7ª edizione del torneo, che fa parte della categoria World Series nell'ambito dell'ATP Tour 1992. Si è giocato ad Atene in Grecia dal 5 al 12 ottobre 1992.

## Campioni

### Singolare maschile
Jordi Arrese ha battuto in finale  Sergi Bruguera con il punteggio di 7–5, 3–0 ritiro

### Doppio maschile
Tomás Carbonell /  Francisco Roig hanno battuto in finale  Marcelo Filippini /  Mark Koevermans con il punteggio di 6–3, 6–4